# 明台寺
明台寺（みょうだいじ）は、岐阜県大垣市墨俣町にある浄土宗西山禅林寺派の寺院である。山号は清光山。西美濃三十三霊場第十九番札所。

## 沿革
寺伝によれば、嵯峨天皇の在位のころ（弘仁年間という）、現在の大垣市墨俣町上宿にあった墨俣川（現長良川）の古い木橋の橋脚が夜に光っているのが見つかる。調べてみると、長年の風水を受けてあたかも地蔵菩薩像のようになっており、これを草庵にお祀りしたのが始まりという。この像を小野篁が彫り、立派な地蔵菩薩像としたという。
939年（天慶2年）、朱雀天皇の勅使がこの地を訪れた際、この地蔵菩薩の由来を聞き、地蔵菩薩像の前で和歌を詠うと、この地蔵菩薩像の口元が微笑んだという。このことからこの地蔵菩薩像を「橋杭笑地蔵菩薩」というようになったという。
1126年（大治元年）、覚鑁がこの地を訪れ、清光山 密厳院 明台寺として、真言宗（新義真言宗）の寺院として開山する。
1229年（寛喜元年）、浄土宗西山禅林寺派に改宗する。
江戸時代初期（慶長年間）、寺院整理により、現在地に移転する。
建物は1891年（明治24年）の濃尾地震で倒壊。現在の建物は1907年（明治40年）の再建である。

## 文化財
大垣市指定史跡
- 土岐悪五郎（土岐頼貞の子）墓[1]
- 斎藤利藤墓[1]

他にも澤井宗白の墓が境内にある。澤井宗白の墓の碑文は頼山陽によるもの。

## 所在地
- 岐阜県大垣市墨俣町墨俣寺町225

## 交通アクセス
岐阜バスおぶさ墨俣線、または名阪近鉄バス岐垣線の「墨俣」バス停が最寄である。徒歩5分。
- JR岐阜駅バスターミナル（東海道本線・高山本線岐阜駅）
  - 6番のりば：岐阜バス　おぶさ墨俣線 「墨俣」行き
- 名鉄岐阜のりば（名古屋鉄道名古屋本線・各務原線名鉄岐阜駅）
  - 1番のりば：岐阜バス　おぶさ墨俣線 「墨俣」行き
- 大垣駅前バスのりば（東海道本線・養老鉄道・樽見鉄道大垣駅）
  - 2番のりば：名阪近鉄バス　岐垣線 「岐阜聖徳学園大学」行き